# تشارلز دودلي دالي
تشارلز دودلي دالي (بالإنجليزية: Charles Dudley Daly)‏ هو لاعب كرة قدم أمريكية أمريكي، ولد في 31 أكتوبر 1880 في Roxbury, Boston ‏ في الولايات المتحدة، وتوفي في 12 فبراير 1959.

## وصلات خارجية
- تشارلز دودلي دالي على موقع IMDb (الإنجليزية)